# 155784 Ercol
155784 Ercol este o planetă minoră (asteroid) din centura de asteroizi. A fost descoperită pe 19 septembrie 2000 la Observatorul Național Kitt Peak de Marc Buie⁠(d). 
Obiectul prezintă o orbită caracterizată de o semiaxă mare de 2,4106982570659 UAi, o excentricitate de 0,17, o înclinație de 6,2 ° în raport cu ecliptica.